# Test KPSS
Le test KPSS ou test de Kwiatkowski-Phillips-Schmidt-Shin est un test statistique qui vise à savoir si une série temporelle est stationnaire c'est-à-dire si ses propriétés statistiques (espérance, variance, auto-corrélation) varient ou pas dans le temps.

## Autres tests de stationnarité
Il existe deux types de test de stationnarité différents : les tests de stationnarité comme le test KPSS pour lesquels l'hypothèse nulle est que la série est stationnaire et les tests de racine unitaire comme le test de Dickey-Fuller, le test augmenté de Dickey-Fuller ou encore le test de Phillips-Perron pour lesquels l'hypothèse nulle est que la série a été générée par un processus présentant une racine unitaire, et donc, qu'elle n'est pas stationnaire.